# King’s Nympton (stacja kolejowa)
King’s Nympton – stacja kolejowa 44 km od Exeter St Davids obsługująca kilka wsi, w tym King’s Nympton, w hrabstwie Devon na linii kolejowej Tarka Line. Stacja bez trakcji elektrycznej.

## Ruch pasażerski
Stacja w King’s Nympton obsługuje ok. 3118 pasażerów rocznie (dane za rok 2021/2022). Posiada bezpośrednie połączenia z Exeterem, Crediton i Barnstaple. Pociągi odjeżdżają ze stacji co godzinę.

## Obsługa pasażerów
Automaty biletowe, przystanek autobusowy.